# Ferdinand Bruhin
Ferdinand Bruhin (Pontevico, 19 luglio 1908 – Marsiglia, 7 maggio 1986) è stato un calciatore svizzero, di ruolo centrocampista.

## Carriera

### Club
Figlio di uno svizzero e di una donna cremasca, dopo aver disputato tre stagioni nel Crema in Prima Divisione, si trasferisce all'Olympique de Marseille, dove trascorre la maggior parte della sua carriera professionistica. Conclude la sua carriera con il Lyon OU.

## Statistiche

### Presenze e reti nei club
| Stagione         | Squadra          | Campionato       | Campionato | Campionato | Totale   | Totale |
| Stagione         | Squadra          | Campionato       | Presenze   | Reti       | Presenze | Reti   |
| ---------------- | ---------------- | ---------------- | ---------- | ---------- | -------- | ------ |
| 1930-1931        | Crema            | PD               | 18         | 0          | 18       | 0      |
| 1931-1932        | Crema            | PD               | 31         | 1          | 31       | 1      |
| 1932-1933        | Crema            | PD               | 28         | 3          | 28       | 3      |
| Totale Crema     | Totale Crema     | Totale Crema     | 77         | 4          | 77       | 4      |
| 1933-1934        | Marsiglia        | D1               | 8          | 0          | 8        | 0      |
| 1934-1935        | Marsiglia        | D1               | 14         | 1          | 14       | 1      |
| 1935-1936        | Marsiglia        | D1               | 17         | 0          | 17       | 0      |
| 1936-1937        | Marsiglia        | D1               | 27         | 0          | 27       | 0      |
| 1937-1938        | Marsiglia        | D1               | 23         | 1          | 23       | 1      |
| 1938-1939        | Marsiglia        | D1               | 2          | 0          | 2        | 0      |
| 1939-1940        | Marsiglia        | D1               | 0          | 0          | 0        | 0      |
| 1940-1941        | Marsiglia        | D1               | 3          | 2          | 3        | 2      |
| 1941-1942        | Marsiglia        | D1               | 2          | 0          | 2        | 0      |
| Totale Marsiglia | Totale Marsiglia | Totale Marsiglia | 96         | 4          | 96       | 4      |
| 1942-1943        | Lyon OU          | ?                | ?          | ?          | ?        | ?      |
| Totale carriera  | Totale carriera  | Totale carriera  | 173        | 8          | 173      | 8      |

## Palmarès

### Competizioni nazionali
- Campionato francese: 1

1936-37
- Coppa di Francia: 2

1934-35, 1937-38